# Angry Birds
Angry Birds là một loạt trò chơi giải đố được phát triển bởi nhà phát triển có trụ sở tại Phần Lan là Rovio Mobile. Phát hành lần đầu trên hệ điều hành iOS của Apple vào tháng 12 năm 2009, trò chơi này đã được tải về khoảng 12 triệu lượt từ App Store. Thành công này đã khiến công ty mở rộng trò chơi trên các thiết bị điện thoại thông minh khác, chẳng hạn như các thiết bị trên hệ điều hành Android và PC.
Angry Birds nhận được rất nhiều lời khen cho những sự kết hợp giữa cách chơi mới lạ, phong phú, phong cách truyện tranh và giá thành rẻ. Sự phổ biến của nó đã đưa trò chơi này lên nền tảng PC và console. Với khoảng 300 triệu lần tải về trên tất cả các nền tảng và tất cả các phiên bản, Angry Birds được coi là "một trong những trò chơi có xu hướng chi phối mạnh mẽ nhất hiện nay", "một trò chơi thành công tuyệt vời của năm 2010" và "ứng dụng trên nền tảng di động thành công nhất mà thế giới từng được chứng kiến".
Về thông tin ứng dụng, xin xem tại: Angry Birds (video game)

## Cách chơi
Angry Birds được mở đầu bằng đoạn kể về việc những con heo màu xanh lục độc ác đã ăn cắp những quả trứng của các chú chim nhiều màu, và vì vậy những con chim quyết định tấn công để lấy lại trứng. Trong từng màn chơi, người chơi sẽ được cung cấp và sử dụng một số con chim nhất định. Người chơi sẽ dùng súng cao su để bắn từng con chim vào những con heo hoặc bắn vào công trình được xây bằng gỗ, băng hoặc đá nơi mà những con heo màu xanh đang trú ngụ trong đó. Mục tiêu là tiêu diệt các con heo bằng cách bắn trực tiếp hay phá vỡ các công trình, gây ra các va chạm cho chúng. Nếu người chơi tiêu diệt tất cả các con heo trước khi số chim bị hết thì sẽ thắng màn chơi đó.
Trò chơi bao gồm nhiều loại chim khác nhau với những màu sắc và khả năng khác nhau. Ban đầu sẽ là chim màu đỏ, có sức va chạm mạnh nhưng không có khả năng đặc biệt. Dần dần những loại chim khác sẽ xuất hiện với những khả năng mạnh mẽ như chim màu đen có thể nổ hoặc chim màu trắng có thể thả trứng nổ. Ngoài ra những con heo cũng có các kích thước khác nhau.
Từng màn chơi sẽ chỉ có một vài con chim nhất định. Nếu người chơi tiêu diệt tất cả các con heo trước khi số chim bị hết thì sẽ thắng màn chơi. Điểm số sẽ được cộng nếu người chơi tiêu diệt được một con heo, phá vỡ các phần của công trình hoặc còn lại ít nhất một con chim khi những con heo đã bị tiêu diệt hết (1 con chim là 10 000 điểm). Sau mỗi màn chơi thắng, người chơi sẽ nhận được một, hai, hoặc ba ngôi sao tùy thuộc vào số điểm giành được.
Điểm nổi bật ở trò chơi là phông nền tươi sáng và sinh động. Bên cạnh đó là tiếng kêu của các con chim cùng với tiếng cười khiêu khích của các con heo độc ác làm cho trò chơi trở nên vô cùng thú vị và hấp dẫn.

## Đón nhận
Những đánh giá về Angry Birds nói chung là rất tích cực. Chris Holt của Macworld gọi trò chơi này là "một trò chơi đố phong phú, thông minh và đầy thử thách". Keith Andrew của Pocket Gamer thì nói Angry Birds là "một mỏ vàng của trò chơi giải đố được dọn ra với sự đậm đà của gia vị".
Angry Birds trở thành ứng dụng trả tiền bán chạy nhất của App Store UK vào tháng 2 năm 2010, và nhanh chóng chiếm lĩnh vị trí này tại App Store Hoa Kỳ vài tuần sau đó. Còn phiên bản Android của trò chơi đã được tải về 1 triệu lần trong 24 giờ phát hành đầu tiên.
Theo Rovio, người chơi bỏ ra khoảng 1 triệu giờ mỗi ngày để chơi Angry Birds trên nền iOS và 3,3 triệu giờ mỗi ngày trên tất cả các nền tảng. Tháng 12 năm 2010, trong lễ kỷ niệm 1 năm phát hành trò chơi, Rovio Mobile thông báo rằng trò chơi đã được tải về tổng cộng khoảng 50 triệu lần, với 12 triệu trên iOS và 10 triệu trên Android. Tháng 6, 2011, 3 trò chơi Angry Birds, Angry Birds Seasons và Angry Birds Rio đã được tải về khoảng 250 triệu lần.

### Giải thưởng
Tháng 12 năm 2010, IGN xếp Angry Birds ở vị trí thứ 4 trong những trò chơi iPhone hay nhất mọi thời đại. Tháng 4 năm 2011, Angry Birds chiến thắng ở cả hai giải là Ứng dụng trò chơi hay nhất và Ứng dụng của năm của Appy Awards.

## Video game

### Loạt trò chơi
| Năm  | Trò chơi                 | Thể loại         | Miêu tả |
| ---- | ------------------------ | ---------------- | --- |
| 2009 | Angry Birds              | Xếp hình         | Trò chơi đầu tiên trong loạt Angry Birds. Trò chơi chủ yếu là bắn các chú chim vào pháo đài của heo. |
| 2010 | Angry Birds Seasons      | Xếp hình         | Trò chơi thứ hai trong loạt Angry Birds, bao gồm các màn chơi theo chủ đề các ngày lễ. Trò chơi ban đầu được phát hành dưới tựa "Angry Birds Halloween".                                                   |
| 2011 | Angry Birds Rio          | Xếp hình         | Trò chơi thứ ba trong loạt Angry Birds, đi kèm bộ phim Rio (2011) và Rio 2 (2014). |
| 2012 | Angry Birds Friends      | Xếp hình         | Một trò chơi trực tuyến và cũng là trò chơi thứ tư trong loạt Angry Birds với sự xuất hiện của các cuộc đấu theo tuần.                                                                                     |
| 2012 | Angry Birds Space        | Xếp hình         | Trò chơi thứ năm trong loạt Angry Birds với sự xuất hiện của các đặc điểm vật lý không gian. |
| 2012 | Angry Birds Star Wars    | Xếp hình         | Trò chơi thứ sáu trong loạt Angry Birds đi kèm loạt phim Star Wars. |
| 2013 | Angry Birds Star Wars II | Xếp hình         | Trò chơi thứ bảy trong loạt Angry Birds đi kèm loạt phim Star Wars. Đây là trò chơi đầu tiên tích hợp với khả năng Telepod của Hasbro, cho phép người chơi triệu hồi một nhân vật đặc biệt trong trò chơi. |
| 2013 | Angry Birds Go!          | Đua xe           | Trò chơi thứ tám trong loạt Angry Birds và cũng là trò chơi đầu tiên trong loạt trò chơi này được tách ra khỏi thể loại xếp hình ban đầu sang thể loại đua xe.                                             |
| 2014 | Angry Birds Epic         | Đổi vai          | Trò chơi thứ chín trong loạt Angry Birds sử dụng tính năng chiến đấu luân phiên RPG. |
| 2014 | Angry Birds Transformers | Side-scroll      | Trò chơi thứ mười trong loạt Angry Birds, đi kèm với nhượng quyền kinh doanh Transformers. |
| 2015 | Angry Birds Fight!       | Xếp gạch Đổi vai | Trò chơi thứ mười một trong loạt Angry Birds, là một trò chơi theo thể loại match-3 để gộp một số lượng các vật phẩm xác định để chiến đấu với kẻ thù. Trò chơi đã ngừng hoạt động từ tháng 11 năm 2017.   |
| 2015 | Angry Birds 2            | Xếp hình         | Trò chơi 12 trong loạt Angry Birds, trong đó người chơi lựa chọn các chú chim để bắn phá tường thành của lũ heo trong một ván bao gồm nhiều màn chơi.                                                      |
| 2016 | Angry Birds Action!      |                  | |

### Sản phẩm phụ
| Năm  | Trò chơi                     | Thể loại | Miêu tả |
| ---- | ---------------------------- | -------- | --- |
| 2012 | Bad Piggies                  | Xếp hình | Người chơi cần phải chế tạo ra một phương tiện có thể giúo cho lũ heo đến được địa điểm cuối cùng.                                           |
| 2014 | Angry Birds Slingshot Stella | Xếp hình | Sử dụng lại mô típ xếp hình vật lý nguyên bản của Angry Birds, nhưng với những nhân vật chim mới.                                            |
| 2015 | Angry Birds Stella POP!      | Xếp gạch | Trò chơi thứ hai trong loạt Stella, người chơi phải kết hợp những quả bong bóng cùng màu để làm nổ chúng và hoàn thành nhiệm vụ được đưa ra. |

### Tuyển tập
| Năm  | Trò chơi            | Thể loại | Miêu tả                                                                         |
| ---- | ------------------- | -------- | ------------------------------------------------------------------------------- |
| 2012 | Angry Birds Trilogy | Xếp hình | Tổng hợp ba trò chơi đầu tiên trong loạt Angry Birds (bản gốc, Seasons và Rio). |

## Phim và các chương trình truyền hình

### Phim
- Phim Angry Birds (2016)
- Phim Angry Birds 2 (2019)

Một bộ phim 3D do Rovio, Sony Pictures Animation cùng Columbia Pictures sản xuất. Phim công chiếu ngày 20 tháng 5 năm 2016. 

### Toons.TV
Toons.TV, ngôi nhà của loạt phim hoạt hình Angry Birds Toons và nhiều video khác với chất lượng HD.